# 亦怜真八剌皇后
亦怜真八剌（?—?），元朝人物。
亦乞烈氏，大蒙古国札牙笃汗也孙铁木儿（元朝皇帝元泰定帝）的皇后（可敦、哈屯，汉译皇后）。元朝的后妃只有两等，汉人称之为皇后与妃子。元世祖以后只有得到策宝的皇后才算正宫皇后。她的地位次于正宫皇后八不罕，《新元史》记载她是阿失驸马和昌国大长公主益里海牙（元成宗女）的女儿，泰定二年（1325年），与泰定帝受佛戒于吐蕃帝师。

## 延伸阅读
[在维基数据编辑]
 《新元史/卷104》，出自柯劭忞《新元史》